# Torre Jenaro Valverde Marín
El Jenaro Valverde Marín es un edificio ubicado en San José, Costa Rica. El edificio se eleva 70 metros sobre el suelo, con 15 pisos, dos sótanos y una superficie de 17.000 m². 
Conocido como el edificio anexo de la Caja Costarricense de Seguro Social, el Jenaro Valverde Marín es un edificio gubernamental histórico ubicado en avenida segunda. Tras su inauguración en 1978 se convirtió en el edificio más alto de Costa Rica y se mantuvo así hasta 1982, cuando se inaugura el edificio del Banco Nacional de Costa Rica. Debe su nombre al fallecido expresidente ejecutivo de la Caja Costarricense del Seguro Social Jenaro Valverde Marín.

## Descripción
El arquitecto principal del edificio es Alberto Linner Díaz quien utilizó un estilo arquitectónico conocido como brutalismo. Un estilo popular alrededor del mundo entre los años 1950 y 1960 en el cual se exponía el concreto, lo que era una ruptura del estilo internacional.